# 슈투로보

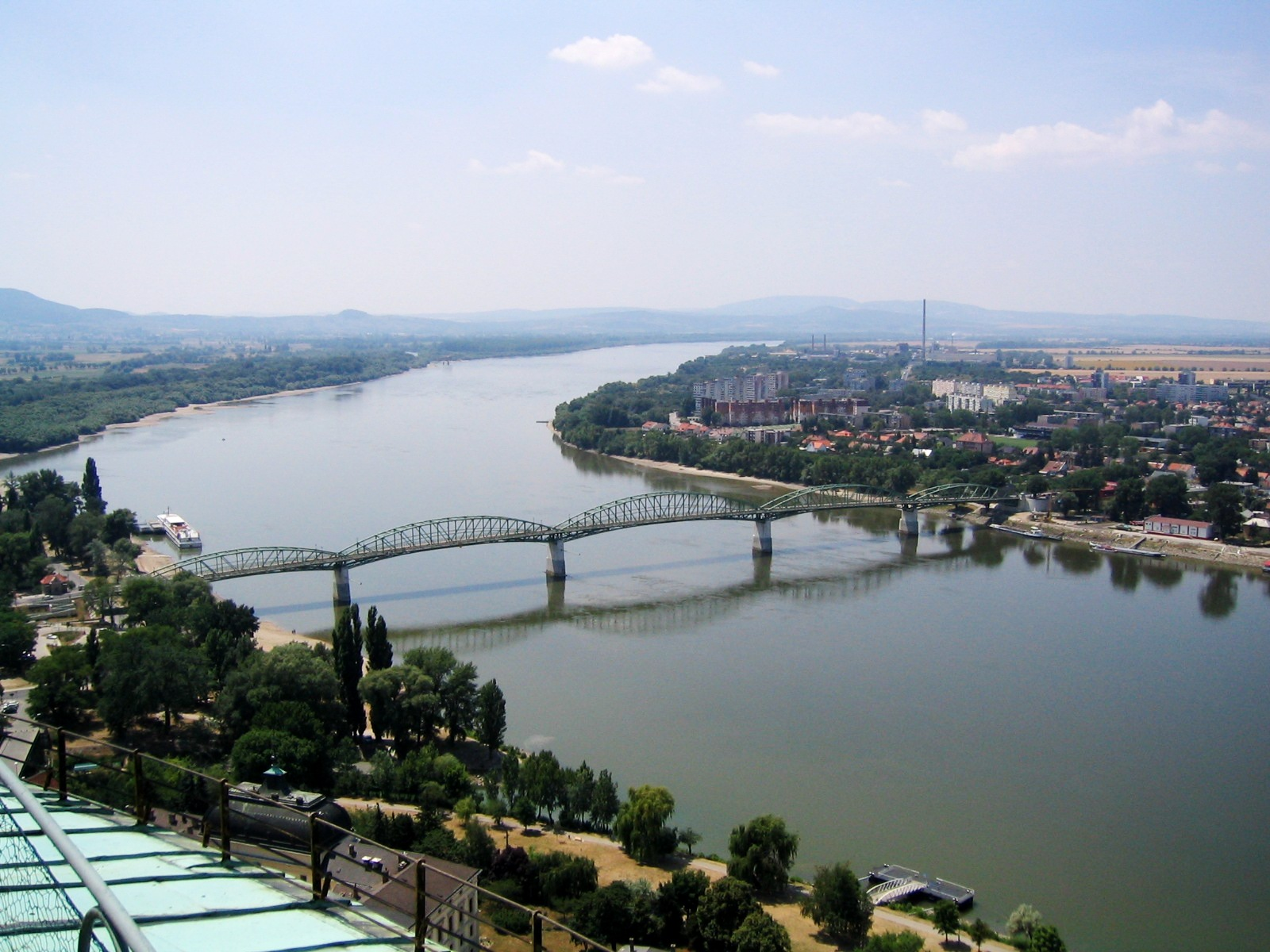
슬로바키아 슈투로보와 헝가리 에스테르곰을 연결하는 마리아 발레리아 다리

슈투로보(슬로바키아어: Štúrovo, 1948년까지 사용한 이름: 파르칸(슬로바키아어: Parkan), 헝가리어: Párkány 파르카니[*], 독일어: Gockern 고케른[*], 튀르키예어: Ciğerdelen 지에르델렌[*])는 슬로바키아 니트라 주에 위치한 도시로 면적은 13.13km2, 높이는 111m, 인구는 10,465명(2016년 12월 31일 기준), 인구 밀도는 797명/km2이다.
도나우강과 접하며 강 반대편에는 헝가리 에스테르곰이 위치한다. 에스테르곰과 슈투로보 사이에는 이들 도시를 연결하는 마리아 발레리아 다리가 설치되어 있다.

시 문장

## 역사
1075년 문헌에서 '코코트'(Kokot)라는 이름으로 처음 등장했는데 이는 슬라브어로 "수탉"을 뜻한다. 1541년 오스만 제국이 부더를 정복하면서 에스테르곰과 함께 오스만 제국의 지배를 받았고 튀르키예어로 "적의 간을 찌르는 요새"라는 뜻을 가진 '지게르델렌 파르카니'(Cigerdelen Parkani)라는 이름으로 불렀다.
폴란드-오스만 전쟁이 진행 중이던 1683년 10월에는 폴란드의 얀 3세 소비에스키 국왕이 이끄는 폴란드 군대가 파르카니 전투(1683년 10월 7일 ~ 10월 9일)에서 오스만 제국 군대를 격파했다. 마리아 테레지아 시대에 도시 지위를 부여받았다. 1850년에는 브라티슬라바와 부다페스트를 연결하는 철도역이 신설되었으며 1895년에는 마리아 발레리아 다리가 개통되었다.
제1차 세계 대전의 종전과 함께 체코슬로바키아의 국경 도시가 되었지만 1938년에 일어난 제1차 빈 중재를 계기로 헝가리에 편입되었다. 1945년 제2차 세계 대전의 종전과 함께 체코슬로바키아에 반환되었다. 현재의 도시 이름은 1948년에 변경된 이름으로서 19세기 슬로바키아의 민족주의 지도자인 류도비트 슈투르(Ľudovít Štúr)에서 유래된 이름이다.
1968년에는 약 4,000명을 고용할 수 있는 규모를 가진 펄프, 종이 공장인 남슬로바키아 펄프 종이 공장(Juhoslovenské celulózky a papierne)이 건립되었다. 1960년에는 나나(Nána) 마을, 1972년에는 오비트(Obid) 마을이 슈투로보에 편입되었지만 나나 마을은 1990년에, 오비트 마을은 1998년에 슈투로보에서 분리되었다.

## 자매 도시
- 헝가리 에스테르곰
- 체코 브룬탈
- 이탈리아 카스텔라라노
- 루마니아 바라올트
- 세르비아 노비베체이
- 폴란드 크워부츠크